# Anthony Bentem
Anthony Bentem (Rotterdam, 19 maart 1990) is een Nederlands profvoetballer die in 2009 debuteerde bij Sparta Rotterdam.
De verdediger speelde eerder voor amateurvoetbalvereniging V.O.B. uit Overschie. Hij doorliep daarna de jeugdopleiding van Sparta.
Op 22 november 2009 maakte Bentem zijn debuut in het eerste elftal van Sparta als vervanger van Emmanuel Boakye. Het duel werd met 5-0 verloren. Bentem speelde in deze wedstrijd als rechtervleugelverdediger, hoewel centrale verdediger zijn eigenlijke positie is.
Bentem speelde in de elftallen van Nederland onder 17 en Nederland onder 19. Hij speelt in Jong Oranje.